# Ingenico
Ingenico (Euronext: ING) es una empresa especializada en servicios de pago, uno de los líderes mundiales en el mercado de terminales de pago.
El grupo se fundó en Europa Occidental, Estados Unidos, América Latina, China, Japón, Australia y África.[cita requerida]
La empresa fue fundada en Francia en 1980 por Jean-Jacques Poutrel y Michel Malhouitre.

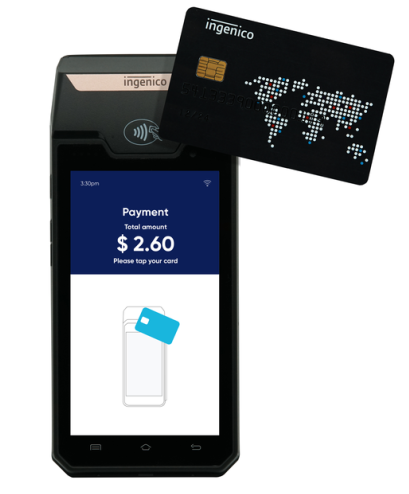
Ingenico AXIUM DX4000

En febrero de 2020 fue adquirida por la empresa de servicios financieros Worldline, que se materializó el 28 de octubre de 2020.